# Liste von Dateinamenserweiterungen/V
In dieser Liste sind übliche Dateinamenserweiterungen aufgelistet, die in einigen Betriebssystemen zur Unterscheidung von Dateiformaten verwendet werden. In anderen Betriebssystemen erfolgt die Dateitypenidentifikation hauptsächlich über den Dateivorspann und bei E-Mail-Anhängen hat der MIME-Type eine größere Bedeutung als die Dateinamenserweiterung. Systeme, die nach den beiden letztgenannten Vorgehensweisen verfahren, ignorieren die Erweiterung meist vollständig. 
| Dateinamenserweiterung | MIME-Typ                                  | Vollständiger Name                              | Bemerkungen, Verwendung |
| ---------------------- | ----------------------------------------- | ----------------------------------------------- | --- |
| .v2i                   |                                           | Virtual Volume Image                            | Norton Ghost |
| .v4p                   |                                           | vvvv-patch                                      | vvvv |
| .v64                   |                                           | Nintendo 64 ROM image                           | Dump eines Nintendo-64-Spiels (im Dr.-V64-Format) zur Verwendung in einem Emulator                                              |
| .vb                    |                                           | Visual Basic .net                               | Visual-Basic-.NET-Datei |
| .vbe                   |                                           | Visual Basic Encrypted                          | Verschlüsseltes VBScript |
| .vbi                   |                                           | Visual Basic IntelliCAD                         | CAD-Informationen als Preview                                                                                                   |
| .vbox                  |                                           | VirtualBox Machine Definition                   | |
| .vbp                   |                                           | Visual Basic Projekt                            | Visual-Basic-Projekt |
| .vbs                   |                                           | Visual Basic Script                             | VBScript |
| .vbx                   |                                           | Visual Basic Extension                          | 16-Bit-Programmbibliothek für Steuerelemente von Visual Basic. Vorgänger des OCX-Formats.                                       |
| .vbproj                |                                           | Visual Basic .net Projekt                       | Visual Studio .NET Visual Basic .NET Projekt.                                                                                   |
| .vcf                   |                                           | Virtual Contact File                            | elektronische Visitkarte, siehe vCard                                                                                           |
| .vcp                   |                                           | Video Compression Process                       | komprimierte Videodaten genutzt von VCOMP                                                                                       |
| .vcproj                |                                           | Visual C++ Projekt                              | Visual Studio .NET C++ Projekt                                                                                                  |
| .vcs                   |                                           | vCalendar                                       | vCalendar-Datei als plattformübergreifendes Austauschformat für Kalender- und Organizerprogramme                                |
| .vda                   |                                           | VDA-FS                                          | VDA-FS-Datei mit geometrischen 3D-Informationen                                                                                 |
| .vdf                   |                                           | Viren Definitions Datei (virus definition file) | genutzt von Avira AntiVir |
| .vdi                   |                                           | Virtual disk image                              | VirtualBox-Dateien für virtuelle Festplatten (allgemein Datenträger)                                                            |
| .vf                    |                                           | Vegas File                                      | Projektdateien der Videoschnittsoftware Sony Vegas                                                                              |
| .vfb                   |                                           | –                                               | Dateien des Fonteditors Fontlab                                                                                                 |
| .vhd                   |                                           | VHDL Source Code File                           | VHDL-Quellcodedatei |
| .vhd                   |                                           | Virtual hard disk                               | virtuelle Festplatte(n-Datei) die u. a. mit Windows 7 und Virtual PC verwaltet und als (echte) Festplatte verwendet werden kann |
| .vhdx                  |                                           | Virtual hard disk X                             | neue Version der VHD-Datei seit Windows Server 2012 für Hyper-V                                                                 |
| .vfd                   |                                           | Virtual floppy disk                             | Microsoft-Virtual-PC-Dateien für virtuelle Disketten                                                                            |
| .vi                    |                                           | Virtual Instrument                              | LabVIEW-Dokument |
| .vid                   |                                           | Video Driver                                    | Grafiktreiber für QuickPascal                                                                                                   |
| .vim                   |                                           | Vim-Script                                      | Vim Texteditor |
| .vip                   |                                           | Virtuelles Projekt                              | Samplitude, sowie ältere Versionen von Magix Music Maker                                                                        |
| .vis                   |                                           | Vista Grafiks                                   | Visitenkartenprogramm, nur Vista-fähig                                                                                          |
| .vkf                   |                                           | Video Katalog Frage                             | Frage-Dateien des easyLEARN Autoren-Systems der SDN AG (ein Unternehmen in Obfelden)                                            |
| .vkv                   |                                           | Video Katalog Verzeichnis                       | Kapitel-Struktur-Dateien des easyLEARN-Autoren- und Expert-Systems der SDN AG                                                   |
| .vlm                   |                                           | Virtual Loadable Module                         | unter DOS ausführbares Programm zur Kommunikation mit Servern unter Novell NetWare                                              |
| .vmc                   |                                           | Virtual Machine Computer                        | Microsoft-Virtual-PC-Dateien für virtuelle Computer                                                                             |
| .vmdk                  |                                           | VMware virtual disk file                        | VMware-Dateien für virtuelle VMware Festplatten (allgemein Datenträger)                                                         |
| .vmf                   |                                           | Valve Map File                                  | Map-Dateien zum Bearbeiten für den Valve Hammer Editor                                                                          |
| .vmg                   |                                           | Virtual Message (vMessage)                      | für Kurznachrichten und (elektronische) Briefe (E-Mails)                                                                        |
| .vmo                   |                                           | Voice Memo Datei                                | Diktiergeräte in Siemens-Handys                                                                                                 |
| .vmt                   |                                           | Valve Material File                             | Informationsdatei zu den Valve Texture Files                                                                                    |
| .vmx                   |                                           | VMware Konfigurationsdatei                      | VMware-Konfigurationsdatei |
| .vnt                   |                                           | vNote                                           | textbasiertes Format für Notizen der Sony Ericsson / Samsung Mobile Memo-App                                                    |
| .vob                   |                                           | Video Objects                                   | DVD-Videodaten |
| .voc                   |                                           | Creative Voice File                             | Creative Labs Audio-(Voice)-Datei                                                                                               |
| .vol                   |                                           | –                                               | Utimaco SafeGuard Easy PrivateDisk Volume                                                                                       |
| .vp6                   |                                           | –                                               | Videoformat aus der TrueMotion-Reihe von On2 Technologies                                                                       |
| .vp7                   |                                           | –                                               | Videoformat aus der TrueMotion-Reihe von On2 Technologies                                                                       |
| .vpk                   |                                           | Valve Pak                                       | Valves ausführbarer Nachfolger der .gcf-Dateien zur einfachen Addon-Installation                                                |
| .vrs                   |                                           | –                                               | Speicherdatei für globale Variablen der Programmiersprache Logo                                                                 |
| .vsd                   |                                           | Visio 5 drawing                                 | Visio |
| .vsdx                  | application/vnd.ms-visio.drawing.main+xml | Visio Drawing XML-basiert                       | Microsoft Visio |
| .vsm                   |                                           | Visual Simulation Model                         | VisSim ist eine grafische Programmiersprache für die Simulation von dynamischen Systemen                                        |
| .vsp                   |                                           | –                                               | Projektdatei für Corel VideoStudio (vormals Ulead VideoStudio)                                                                  |
| .vtf                   |                                           | Valve Texture File                              | Textur-Datei der Source-Engine                                                                                                  |
| .vtl                   |                                           | Vokabel Trainer Lektion                         | Format für Vokabel-Dateien des Programms Vokabel Trainer 2008                                                                   |
| .vtl2                  |                                           | Vokabel Trainer Lektion                         | Format für Vokabel-Dateien des Programms Vokabel Trainer Version 5                                                              |
| .vtl3                  |                                           | Vokabel Trainer Lektion                         | Format für Vokabel-Dateien des Programms Vokabel Trainer Version 5                                                              |
| .vwx                   |                                           | Vector WorX                                     | CAD-Datei, lesbar mit VectorWorks (ab Version 2008)                                                                             |
| .vxd                   |                                           | –                                               | Windows Virtual Device Driver, siehe VxD                                                                                        |